# Emma Undressed
Az Emma Undressed egy magyar modern metal zenekar. 2014 szeptemberében alakultak Debrecenben.

## Történet
Az Emma Undressed zenekar 2014 szeptemberében alakult Debrecenben. A zenekar stílusát leginkább a „csajénekes pop-metál” szavakkal lehet összefoglalni.
Már az első évükben elég komoly sikereket értek el, 2015 tavaszán megjelent az első albumuk, nyáron megnyerték az EastFest fesztivál közönségszavazását, így zenélhettek a fesztiválon, ősszel megjelent az első hivatalos klipjük, valamint megnyerték a megyei Pure Music by studio-iNside tehetségkutatót.
2016 februárjában kiadtak egy 3 számos kislemezt magyar nyelven Dezillúzió címmel, illetve az egyik számhoz szintén készült egy videóklip. Áprilisban a Leander Kills menedzsmentje őket választotta, hogy a „környék legjobb bandája”-ként az előzenekaruk legyenek a debreceni Roncsbárban. Ugyanakkor 2016-ban több fesztiválon is képviseltették magunkat, mint pl. FŐHE (Nyíregyháza), Liget Fesztivál (Szolnok), LeszFeszt (Kisvárda), illetve több egyéb szabadtéri és klubkoncertjük is volt. Az ezeken a koncerteken készült videók felhasználásával pedig új klippel is jelentkeztek 2016 végén.
2017 elején változás történt az énekesi poszton, majd márciusban indultak a nagy múltú Dobbantó tehetségkutató fesztiválon, ahol beválogatták őket az elődöntőbe. Az itt nyújtott koncertjük eredményeképp bekerültek a nyári döntőbe. Ezt követően megnyerték az Öröm a zene program nyíregyházi döntőjét, melynek köszönhetően bekerültek a Budapest Music Expon megrendezésre kerülő országos döntőbe. Júniusban az ország legnagyobb szabadtéri tehetségkutató fesztiválján, az ÉTER Fesztivál döntőjén képviselték Debrecent, illetve a Dobbantó tehetségkutató döntőjén nyújtott teljesítményük alapján egy budapesti fellépés lehetőségével jutalmazták őket a Gödör Klubban. Augusztusban megjelent egy újabb klipjük, majd októberben bekerültek a Cseh Tamás Program induló előadókat támogató pályázat élő meghallgatására, valamint részt vettek az Öröm a zene országos döntőjében a Budapest Music Expon. 
A hónap közepén a Metal.hu online magazin megválasztotta őket a hét zenekarának, és közölt velük egy hosszabb interjút. Decemberben elnyerték a Police Fragrances által szervezett Rebel Yell tehetségkutató közönségdíját, és zenélhettek a budapesti Robot klubban. 2018 januárjában kiadták korábbi kislemezüket újravéve Rezillúzió címen, majd márciusban egy vadi új dalra készült klippel jelentkeztek, amit a Méliusz Juhász Péter Könyvtárban forgattak.
2018 júliusában Tordai Emese csatlakozott énekes poszton a zenekarhoz, őt legelőször a Campus Fesztiválon hallhatta a közönség. Ősszel ismét beválogatták a zenekart a Hangfolgaló program induló előadókat támogató program meghallgatására, majd az új év elején újabb tehetségkutatókon szerepeltek sikerrel. Többek között a zenekar 3. helyezést ért el az Öröm a zene programsorozat szegedi döntőjében, ahol Mesi megkapta az Újfalusi Gábor Díjat kiemelkedő tehetségéért, a SzobRock tehetségkutató döntőjében pedig elhozta a legjobb énekes díjat. 2019 augusztusában jelent meg az első közös klipes daluk Engedd el címmel, ezt pedig decemberben követte a Felhő című második, majd 2020 márciusában az Itt vagyok című harmadik dal, melyek a 2020-as Lélelakat című új lemez előfutárai.

## Tagok
Jelenlegi tagok:
- Tordai Emese – ének (2018 óta)
- Béres János Dávid – gitár (2014 óta)
- Tordai Levente – basszusgitár (2020 óta)
- Docsa Gábor – dobok, HD (2014 óta)

Korábbi tagok:
- Micskei Dalma – ének (2014-2016)
- Zakar Szilvia – ének (2017-2018)
- Auer Bence – gitár (2014-2016)
- Kondás Béla – basszusgitár (2014-2015)
- Balázs Ádám – basszusgitár (2016-2019)

## Diszkográfia
| Év   | Albumcím      | Kiadó        |
| ---- | ------------- | ------------ |
| 2015 | First         | Saját kiadás |
| 2016 | Dezillúzió EP | Saját kiadás |
| 2018 | Rezillúzió EP | Saját kiadás |

| Év   | Cím          | Kiadó        |
| ---- | ------------ | ------------ |
| 2017 | Már ne várj  | Saját kiadás |
| 2018 | A végét írom | Saját kiadás |

## Videóklipek
| Év   | Cím          | Lemez      | Rendező         |
| ---- | ------------ | ---------- | --------------- |
| 2015 | Mirror       | First      | Rózsa Gábor     |
| 2016 | Nincs kiút!? | Dezillúzió | Palchuber Gábor |
| 2016 | Kártyavár    | Dezillúzió | Docsa Gábor     |
| 2017 | Már ne várj  | -          | Rózsa Gábor     |
| 2018 | A végét írom | -          | Rózsa Gábor     |
| 2019 | Engedd el    | Léleklakat | Rózsa Gábor     |
| 2019 | Felhő        | Léleklakat | Rózsa Gábor     |
| 2020 | Itt vagyok   | Léleklakat | Docsa Gábor     |

## Díjak, elismerések
| Év   | Elismerés                                                                              | Eredmény     |
| ---- | -------------------------------------------------------------------------------------- | ------------ |
| 2015 | East Fest közönségszavazás                                                             | Győztes      |
| 2015 | Pure Music by Studio-iNside tehetségkutató                                             | Győztes      |
| 2016 | "A környék legjobb bandája" a Leander Kills és Hear Hungary Music szervezésében        | Győztes      |
| 2017 | Dobbantó Tehetségkutató Fesztivál (Öröm a zene program)                                | Döntős       |
| 2017 | Öröm a zene Nyíregyháza regionális döntő (Öröm a zene program)                         | Győztes      |
| 2017 | ÉTER Tehetségkutató Fesztivál (Öröm a zene program)                                    | Döntős       |
| 2017 | Kistigris Tehetségkutató by Leszfeszt                                                  | Döntős       |
| 2017 | Hangfoglaló Program (volt CSTP) induló előadókat támogató program                      | Döntős       |
| 2017 | Öröm a zene országos döntő – Budapest Music Expo                                       | Döntős       |
| 2017 | Rebel Yell tehetségkutató by Police Fragrances – Közönségszavazás                      | Győztes      |
| 2018 | SzobRock Tehetségkutató                                                                | Döntős       |
| 2018 | Ceglédi Utcazene Fesztivál                                                             | Döntős       |
| 2018 | Hangfoglaló Program Induló előadókat támogató program                                  | Döntős       |
| 2019 | Hollywoodi Sztárok Nyíregyháza (Öröm a zene program)                                   | Döntős       |
| 2019 | Amatours Tehetségkutató Szeged (Öröm a zene program)                                   | 3. helyezett |
| 2019 | Amatours Tehetségkutató Szeged (Öröm a zene program) Újfalusi Gábor Díj – Tordai Emese | Győztes      |
| 2019 | SzobRock Tehetségkutató                                                                | Döntős       |
| 2019 | SzobRock Tehetségkutató – Legjobb énekes díj – Tordai Emese                            | Győztes      |

## További információ
- Hivatalos zenekari honlap Archiválva 2019. július 7-i dátummal a Wayback Machine-ben
- Hivatalos Facebook oldal